# 楊兆麒
楊兆麒，福建省福州府閩縣人，清朝政治人物。進士出身。
光緒二年（1876年），參加丙子恩科會試，得貢士第276名。殿試登進士2甲第105名。同年五月（6月3日），著分六部學習。